# 鳥越規央
鳥越規央（とりごえのりお　1969年6月26日 - ）は大分県中津市出身大分県立別府鶴見ヶ丘高校卒業の統計学者。江戸川大学社会学部経営社会学科客員教授。
研究分野は数理統計学、セイバーメトリクス 。学位は博士（理学）。所属学会は日本統計学会、日本計算機統計学会、日本数学会、アメリカ野球学会、日本オペレーションズ・リサーチ学会。所属芸能事務所はTakeThink (テイクシンクinc.)。
野球を統計学見地から分析、検討するセイバーメトリクスの日本における第一人者。サッカーなどを含めたスポーツ統計学全般の研究も行っている 。近年は、コラム執筆・統計監修・ラジオ・テレビ出演等、媒体を問わず積極的な活動を行なっている。

## 概要
1992年、筑波大学第一学群自然学類数学主専攻（現理工学群数学類）卒業。 
1997年筑波大学大学院数学研究科修了。博士論文は「Some Approximations to Non-Central Distributions(非心分布の近似)」。同年東海大学理学部専任講師。 
2010年から東海大学理学部准教授（2013年まで）を経て、2017年より現職。 

## 人物
クイズ番組が好きで、統計学をベースにした謎解きやひっかけ問題から統計学の道に入る。地下アイドルと呼ばれる分野、声優業界に造詣を持ち、プロフィールにも「CDやグッズ類は『開封使用用・未開封保存用・布教用』の3セット購入する」と記載されている。なお、アイドルと付き合える確率は統計学的に計算すると0.0247％（夏の甲子園で優勝する確率と同等）とのこと。

## 出演

### ラジオ
- カルチャーラジオ 日曜カルチャー(2018年1月7日, 1月14日, 1月21日, 1月28日　NHKラジオ第2放送)
- 文化放送ライオンズナイタースペシャル「Lプロ!」(2018年4月4日,4月5日,4月27日,5月10日,5月18日,6月19日,7月4日,8月30日,9月6日,9月13日,9月26日)

### テレビ
- TOKYO MX NEWS NEXT (2014年9月19日，10月31日，11月19日　東京MXテレビ）
- バイキング (2019年2月1日　フジテレビ)
- かまいたちの机上の空論城（2020年4月24日,5月15日 関西テレビ放送）

### インターネット配信番組
- 勝手に出口調査 (2017年1月8日〜5月28日　AbemaNews）
- 愛甲猛の激ヤバトーク　野良犬の穴　(2017年～　ニコニコ生放送)
- Abema One Minute News (2017年　AbemaNews）
- 文化放送ライオンズナイター インターネットライブ (2018年～　文化放送)
- Abema的ニュース (2019年1月24日 AbemaNews)

## 統計・データ監修
- ネプ&イモトの世界番付(日本テレビ　2011年〜2016年)
- AKB48グループじゃんけん大会（2012年～2016年)

## 著書
- 『確率統計序論　第二版』（道家暎幸・土井誠・山本義郎との共著）東海大学出版会、2008年1月、ISBN 978-4-486-01745-5
- 『9回裏無死1塁でバントはするな』祥伝社、2011年3月、ISBN 978-4-396-11234-9
- 『プロ野球を統計学と客観分析で考えるセイバーメトリクス・リポート1』（岡田友輔・道作・蛭川皓平・三宅博人・森嶋俊行・高多薪吾・Studentとの共著）水曜社、2012年3月、ISBN 978-4-880-65286-3
- 『プロ野球のセオリー』（仁志敏久との共著）KKベストセラーズ、2012年3月、ISBN 978-4-584-12367-6
- 『本当は強い阪神タイガース』筑摩書房、2013年4月、ISBN 978-4-480-06715-9
- 『統計学序論』（山本義郎との共著）東海大学出版会、2013年6月、ISBN 978-4-486-01977-0
- 『勝てる野球の統計学』（データスタジアム野球事業部との共著）岩波書店、2014年3月、ISBN 978-4-00-029623-6
- 『スポーツを１０倍楽しむ統計学』化学同人、2015年5月、ISBN 978-4-7598-1665-5

## コラム
- サッカー×統計学＝？　(2012年3月〜(全１０回)　山陽新聞，福島民報，岐阜新聞，京都新聞 など）
- 数字でスポーツ観戦 (2013年4月〜2017年3月　VISA）
- 統計学者・鳥越規央のビッグデータ生活 (2014年1月〜12月　テレビ東京ショッピング　てれとマート)
- なんでも統計学 (2014年4月〜　東京スポーツ）
- 鳥越規央の野球視角〜セイバーメトリシャンが指南する数字の見方〜 (2015年3月〜2018年1月　プロ野球完全速報)
- モテる男は数字に強い！データでみる恋愛 (2016年2月〜2017年3月 R25 )
- セイバーメトリクスで占う鳥越規央の傾向と対策 (2016年3月〜)　デイリースポーツ)
- 初めてのセイバーメトリクス講座 (2017年7月〜2018年3月　スポーツナビ)